# Обергюнцбург
Обергюнцбург (нім. Obergünzburg) — громада в Німеччині, знаходиться в землі Баварія. Підпорядковується адміністративному округу Швабія. Входить до складу району Остальгой. Центр об'єднання громад Обергюнцбург.
Площа — 46,69 км2. Населення становить 6402 ос. (станом на 31 грудня 2020).

## Галерея

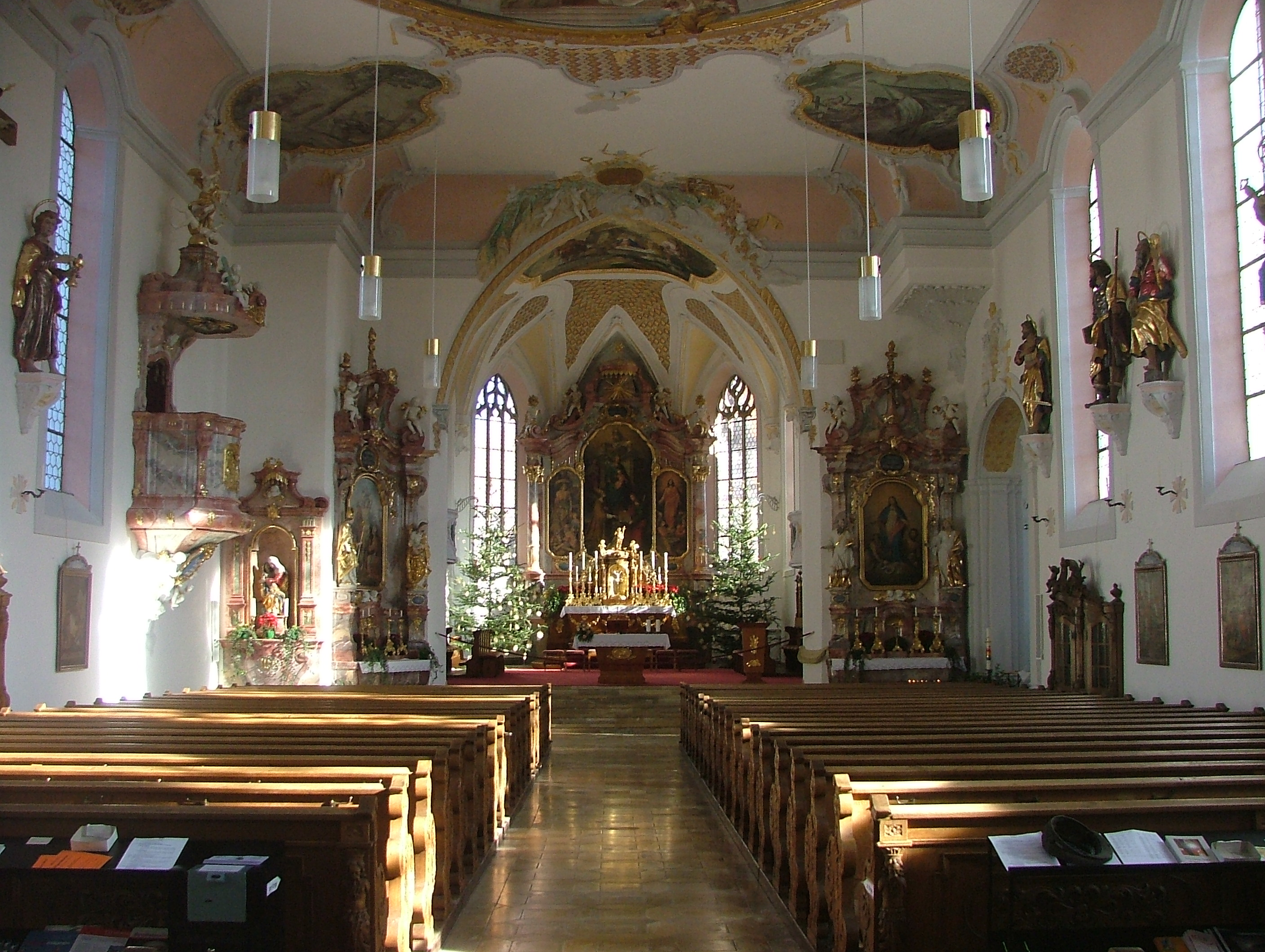
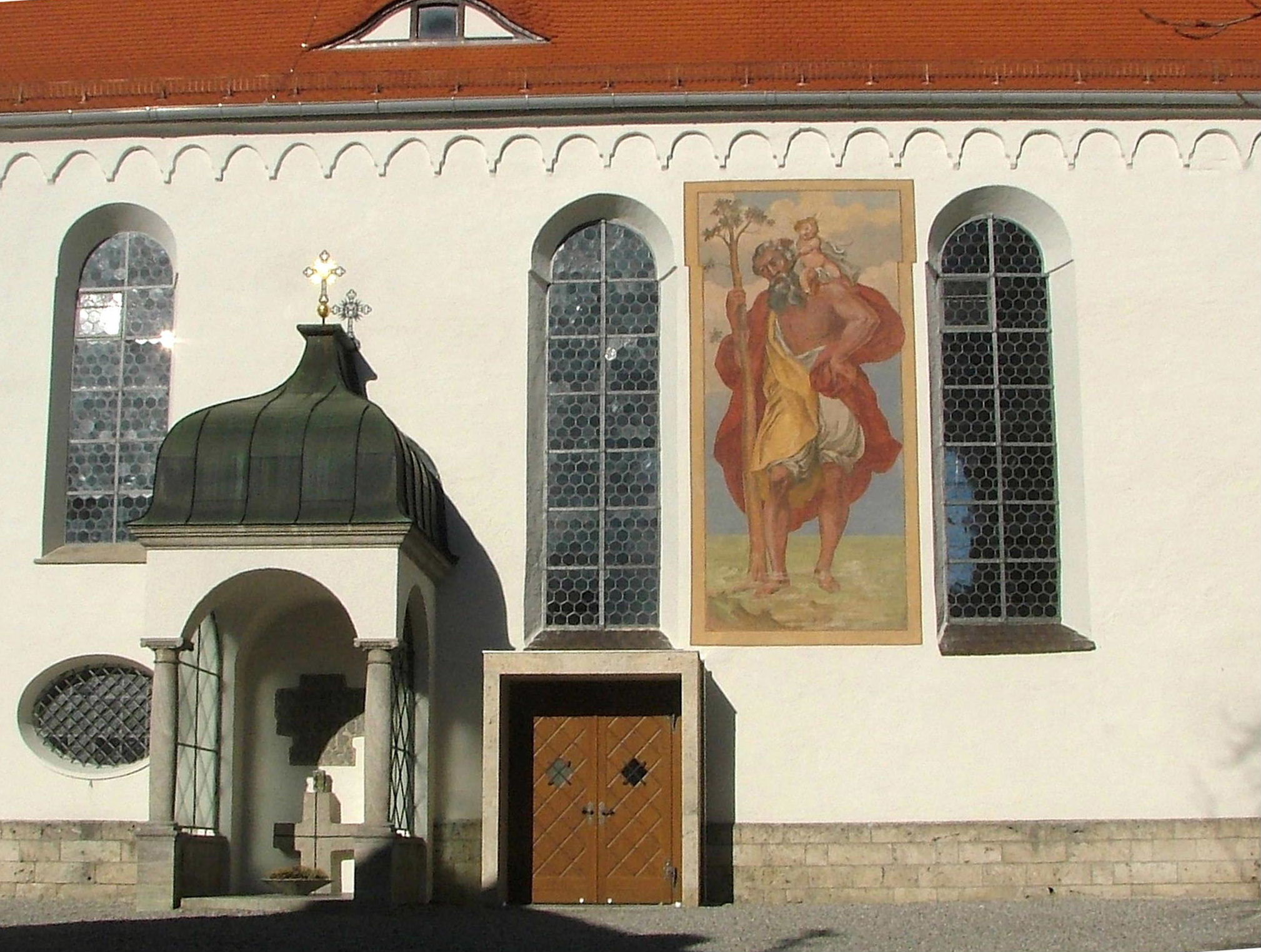
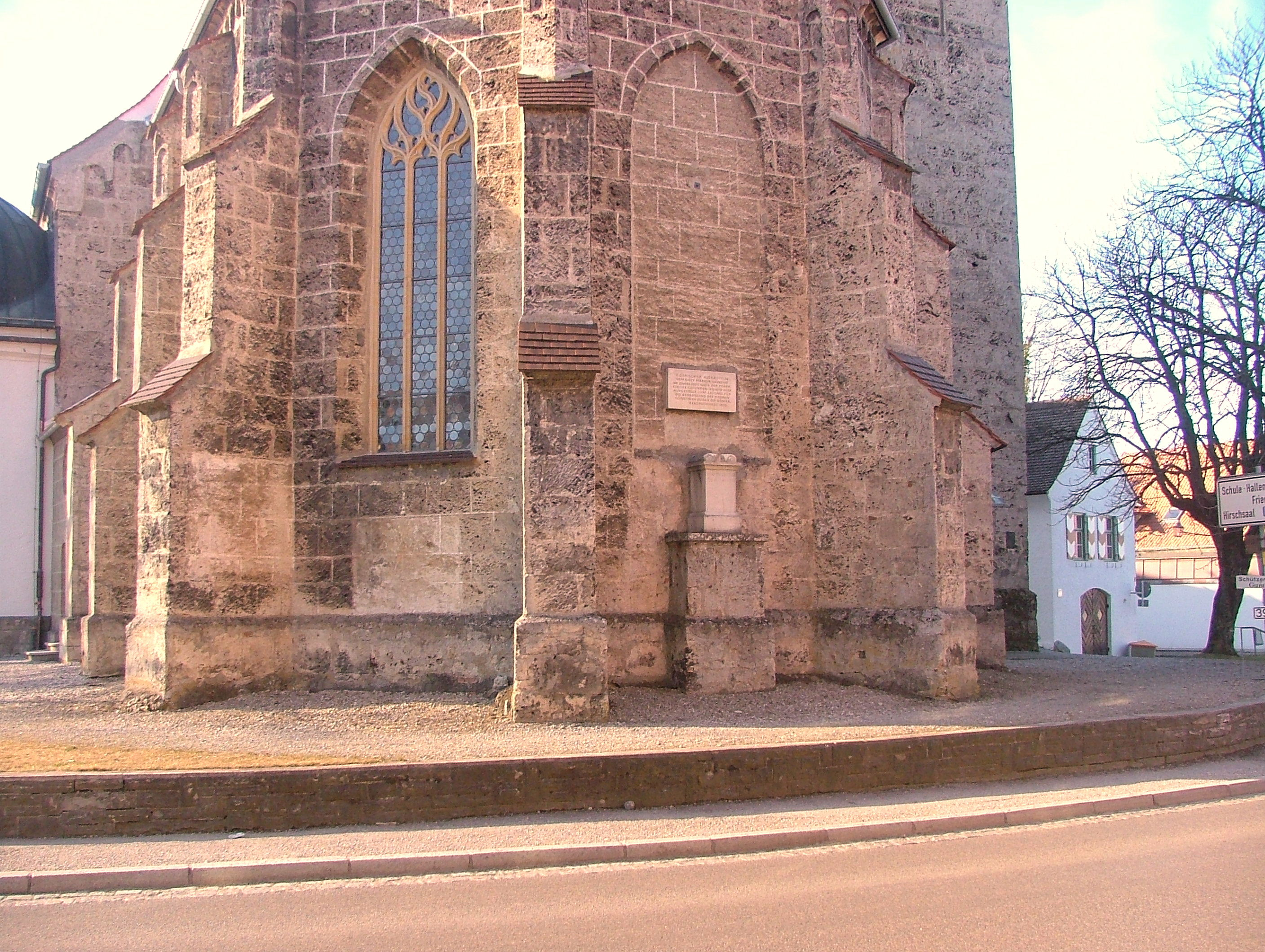
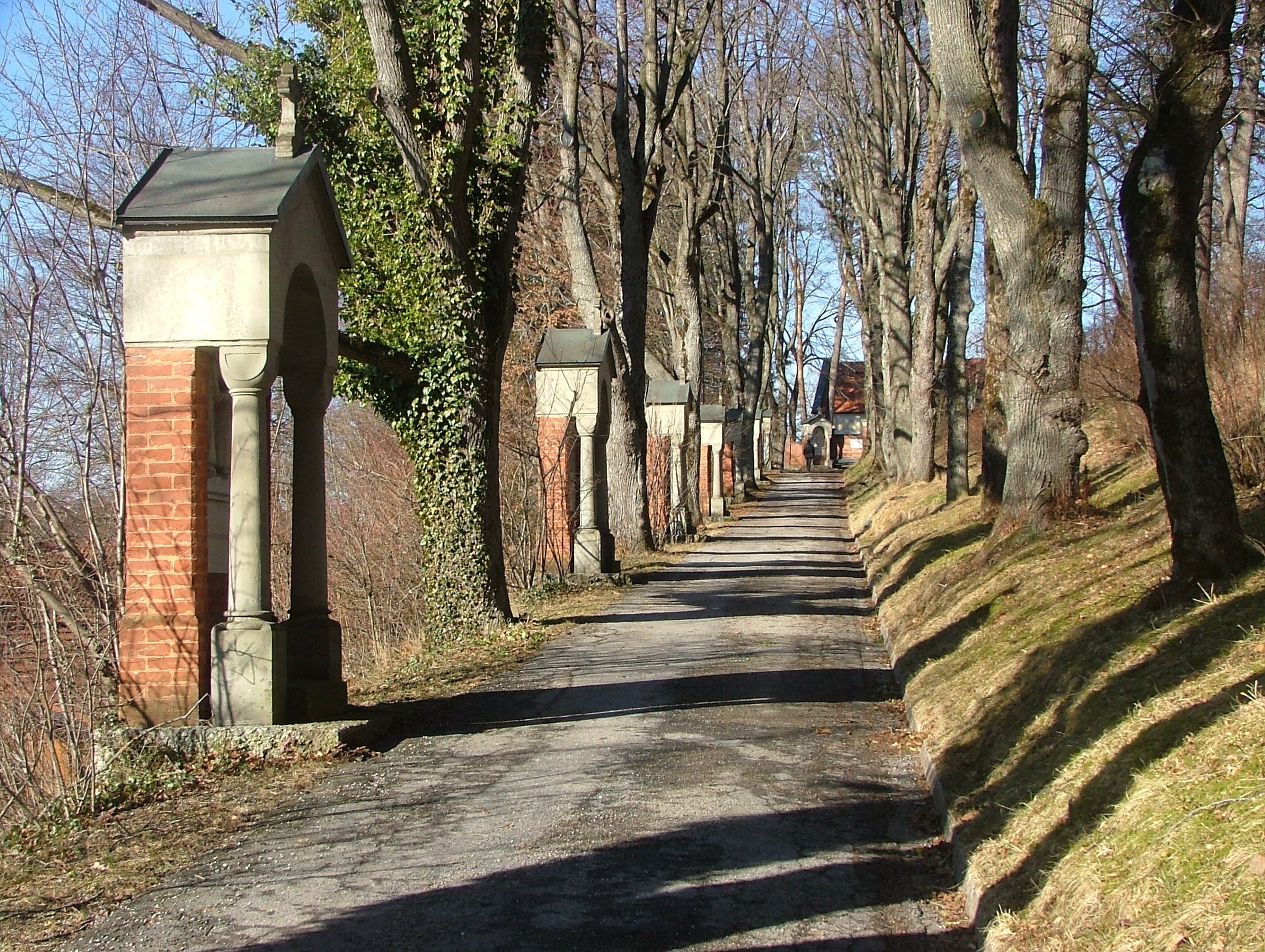
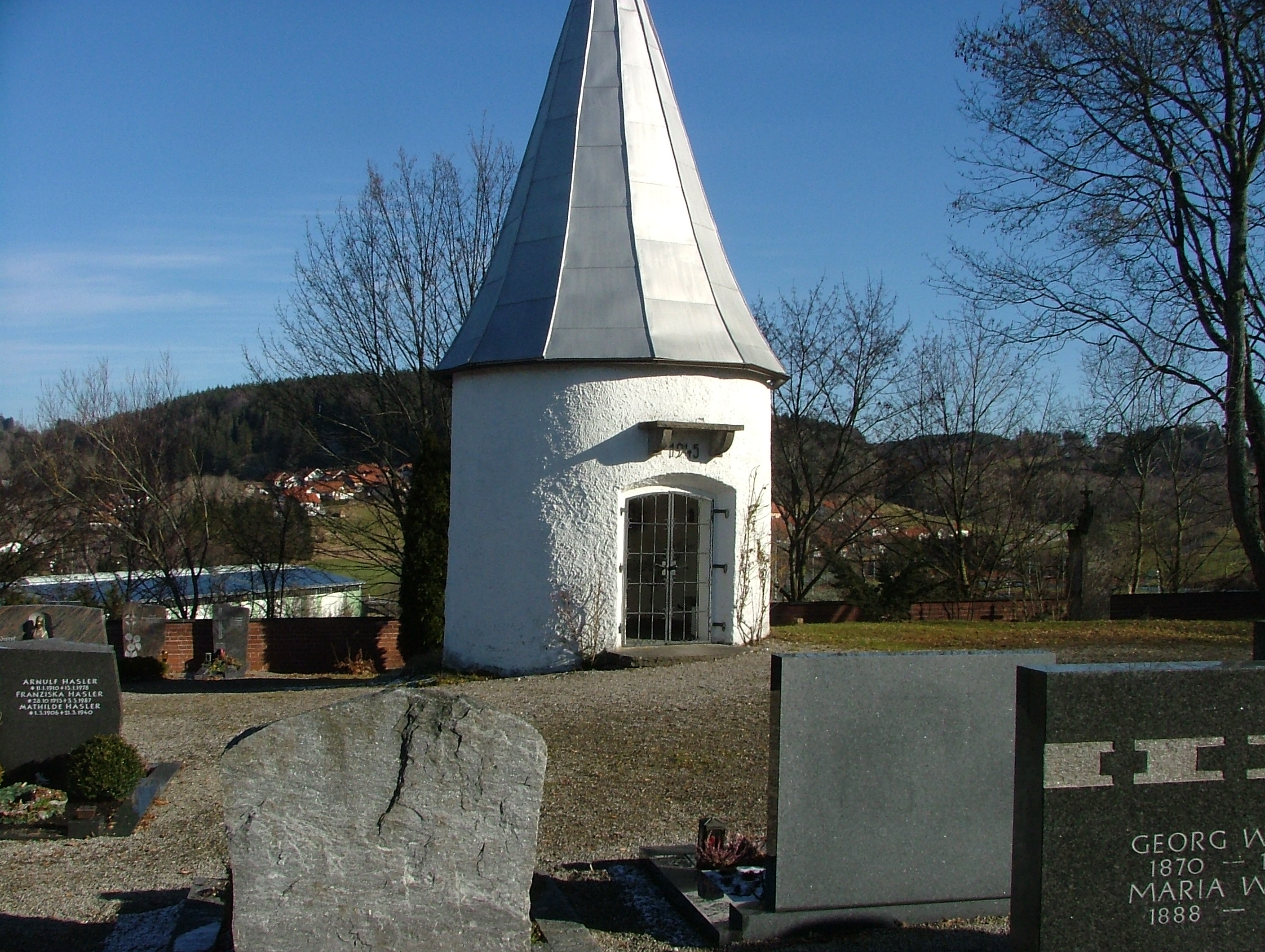
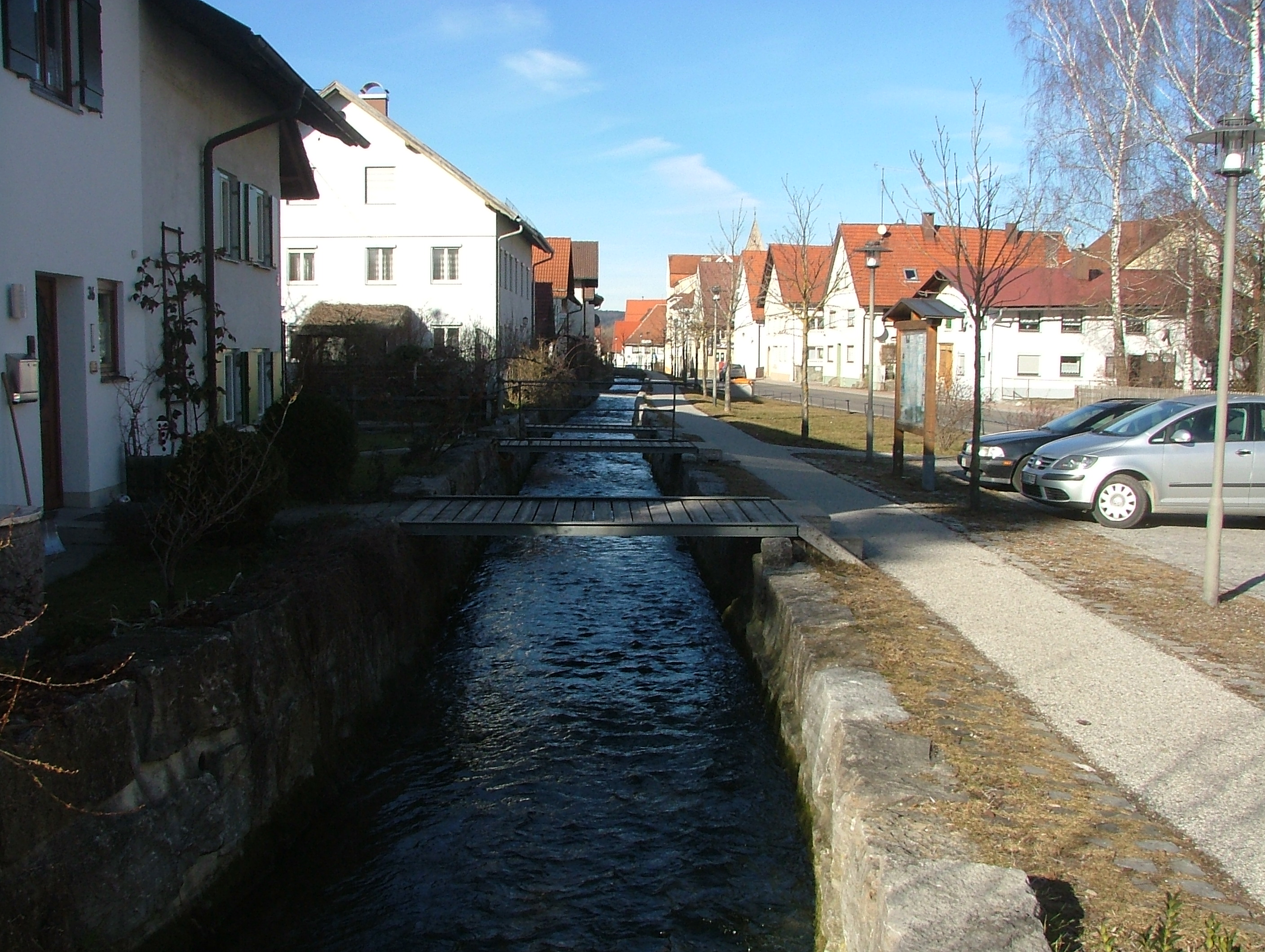